# Bitka
Bitka je oružani sukob jakih vojnih snaga ili oružanih snaga u cjelini čiji ishod presudno utječe na ishod rata ili jedne njegove etape. Cilj bitke je poraziti protivnika. Vojnička bitka je kopnena, pomorska, zračna i kombinirana. Pravila sazdana na iskustvu stečenom u pojedinim bitkama zovu se strategija i taktika. Mnoge bitke nazivaju se u literaturi imenom strateških objekata oko kojih su se vodile (npr. Krbavska bitka, Mohačka bitka, Bitka za Staljingrad i druge), a katkad se taj naziv upotrebljava i za veće ratne operacije (npr. bitka za Atlantik, bitka za Britaniju i druge).
Bitke su uglavnom vode tijekom nekog rata, kao njegov dio. Vojna povijest bilježi po angažiranosti snaga (ljudskoj, tehničkoj) bitke najrazličitijih opsega; od nekoliko stotina ljudi do nekoliko milijuna ljudi (na zaraćenim stranama) angažiranih u istoj bitci. Jedna bitka može trajati nekoliko sati, dana, pa čak i tjednima i mjesecima. 

## Popisi bitaka
- Dodatak:Popis bitaka 1475. pr. Kr. – 600.
- Dodatak:Popis bitaka 601. – 1400.
- Dodatak:Popis bitaka 1401. – 1800.
- Dodatak:Popis bitaka 1801. – 1900.
- Dodatak:Popis bitaka 1901. – 2000.
- Dodatak:Popis bitaka 2001. – 2100.
- Dodatak:Popis pomorskih bitaka